# پنگوئن باله‌نازک
پنگوئن باله‌نازک (نام علمی: 'Palaeeudyptes antarcticus') گونه‌ای از پنگوئنهای منقرض‌شده سرده Palaeeudyptes است. این جانور بسیار بزرگ‌جثه بود ولی در اندازه خود نیز البته تفاوت‌هایی میان نمونه‌های مختلف داشته‌است. با آنکه اندازه جثه این جانور را تنها از روی شواهد می‌توان حدس زد، به نظر می‌رسد که این پنگوئن در هنگام زندگی چیزی میان ۱٫۱ تا ۱٫۴ متر طول داشته و اندکی از پنگوئن امپراتور بزرگتر بوده‌است. چنین چیزی این پرنده را در میان بزرگ‌جثه‌ترین پنگوئن‌هایی که تاکنون شناسایی شده‌اند می‌گذارد. این پرنده، واپسین گونه شناخته شده از Palaeeudyptesها است و با آنکه زمان دقیق حیات آن بر زمین شناخته شده نیست، ممکن است که از Palaeeudyptes marplesi فرگشت یافته باشد یا آنکه این دو جانور هر دو یک گونه بوده باشند که در طی زمان کاهش اندازه جثه پیدا کرده باشند.